# Оранжевое настроение — II
«Оранжевое настроение — II» — студийный альбом российской рок-группы «Чайф», выпущенный в 1996 году лейблом Feelee Records (номер по каталогу fl 3 038-2).

## Список композиций
Слова и музыка всех песен — Владимир Шахрин, за исключением указанного особо.
| №   | Название                          | Текст песни      | Музыка           | Длительность |
| --- | --------------------------------- | ---------------- | ---------------- | ------------ |
| 1.  | «Волна простоты»                  |                  |                  | 3:39         |
| 2.  | «Шаляй-Валяй»                     |                  |                  | 3:01         |
| 3.  | «Твои слова красивы»              |                  |                  | 2:45         |
| 4.  | «Моя квартира»                    |                  |                  | 4:09         |
| 5.  | «Мне не хватает»                  |                  |                  | 3:08         |
| 6.  | «25 лет (Четверть века)»          |                  |                  | 2:07         |
| 7.  | «Белая ворона»                    |                  |                  | 3:06         |
| 8.  | «Раскрепощение»                   |                  |                  | 4:28         |
| 9.  | «Блюз ночного дворника»           | Роберт Газизулин | Владимир Бегунов | 2:18         |
| 10. | «Это»                             |                  |                  | 2:48         |
| 11. | «Религия»                         |                  |                  | 4:25         |
| 12. | «Пилот Косяков»                   |                  |                  | 2:15         |
| 13. | «Скотина»                         |                  |                  | 4:28         |
| 14. | «Легкомысленный вальс (Тю-лю-лю)» | Роберт Газизулин | Владимир Бегунов | 2:50         |
| 15. | «Где вы, где»                     |                  |                  | 4:44         |
| 16. | «Я видел металл»                  |                  |                  | 3:16         |
| 17. | «Высота»                          |                  |                  | 3:47         |
| 18. | «Рок-н-ролл этой ночи»            |                  |                  | 3:54         |
| 19. | «Эта игра»                        |                  |                  | 4:16         |
| 20. | «Дуля с маком»                    |                  |                  | 4:37         |
| 21. | «Рок-н-ролл это я»                |                  |                  | 4:24         |

## Участники записи
- Владимир Шахрин — вокал, акустическая гитара, губная гармоника
- Владимир Бегунов — вокал, акустическая гитара, бэк-вокал
- Антон Нифантьев — бас-гитара, бэк-вокал
- Валерий Северин — барабаны, бэк-вокал

### Дополнительные музыканты
- Катя Минакова — скрипка
- Ирина Тагирова — скрипка
- Александр Лаврентьев — альт
- Олег Черепанов — виолончель

### Технический персонал
- Запись: Владимир Елизаров
- Микширование: Владимир Елизаров, Владимир Шахрин
- Дизайн: Павел Павлик
- Рисунки: Е. Шахрина, П. Закревский
- Фотографии: Олег Белов
- Техническая поддержка: Игорь Воробьёв